# Luc-sur-Aude
Luc-sur-Aude – miejscowość i gmina we Francji, w regionie Oksytania, w departamencie Aude. Przez gminę przepływa rzeka Aude. 
Według danych na rok 1990 gminę zamieszkiwało 199 osób, a gęstość zaludnienia wynosiła 26 osób/km² (wśród 1545 gmin Langwedocji-Roussillon Luc-sur-Aude plasuje się na 710. miejscu pod względem liczby ludności, natomiast pod względem powierzchni na miejscu 877.).